# Tonight I’ll Be Staying Here with You
Tonight I'll Be Staying Here with You – piosenka skomponowana przez Boba Dylana, nagrana przez niego w lutym 1969 i wydana na albumie Nashville Skyline w kwietniu 1969 r. Ukazała się także w październiku 1969 jako singel.

## Historia i charakter utworu
Utwór ten został nagrany na trzeciej sesji do albumu 17 lutego 1969 r. Plonem tej sesji były także: „Nashville Skyline Rag”. „One Too Many Mornings”. „I Still Miss Someone” i „Don’t Think Twice, It’s All Right.
Piosenka ta jest miłosną, a nawet erotyczną balladą. Dylan napisał ją prawdopodobnie w hotelu Ramada Inn, gdzie mieszkał w czasie nagrywania Nashville Skyline.

## Wykonania piosenki przez Dylana
- Dylan zaczął wykonywać ten utwór na koncertach Rolling Thunder Revue – zarówno części pierwszej (1975), jak i drugiej (1976).
- Powrócił do niej w latach 90.

## Muzycy
- Bob Dylan – gitara, harmonijka, wokal, pianino
- Charlie McCoy – gitara basowa
- Kenneth Buttrey – perkusja
- Pete Drake – elektryczna gitara hawajska
- Norman Blake – gitara, gitara Dobro
- Charlie Daniels – gitara
- Bob Wilson - pianino
- Johnny Cash – gitara, wokal
- Marshall Grant – gitara basowa
- W.S. Holland – perkusja
- Carl Perkins – gitara
- Bob Wootton – gitara

## Dyskografia
Singel
- „Tonight I'll Be Staying Here with You"/"Country Pie” (10. 1969 – Columbia 4-45004) USA
- „Tonight I'll Be Staying Here with You"/"Country Pie” (12. 1969 – CBS 4611) WB

Albumy
- Bob Dylan’s Greatest Hits Vol. II (1971)
- The Bootleg Series Vol. 5: Bob Dylan Live 1975, The Rolling Thunder Revue (2002)

## Wykonania piosenki przez innych artystów
- Tina Turner – Tina Turns the Country On (1967)
- Cher – 3614 Jackson Highway (1969)
- Dave Kelly – Willing (1969)
- Orange Bicycle – Last Cloud Home (1969)
- Ben E. King – Rough Edges (1970)
- Jeff Beck Group – Jeff Beck Group (1972)
- Pat McLaughlin – Wind It On Up (1981)
- Nappy Brown – Tore Up (1984)
- Albert Lee – Black Claw and Country Fever (1991)
- Eddie Adcock – Dixie Fried (1991)
- Larry Barrett – Porch Song Ginger (1995)
- Esther Phillips – Best of Esther Phillips (1962–1970) (1997)
- Jimmy LaFave – Trail (1999)
- Charlie Chesterman na albumie różnych wykonawców A Tribute to Bob Dylan Volue 3: The Times They Are a-Changin’ (2000)
- Second Floor – Plays Dylan (2001)
- Pat Nevins – Shakey Zimmerman (2003)

## Listy przebojów
| Rok              | Singel                                  | Lista              | Pozycja |
| ---------------- | --------------------------------------- | ------------------ | ------- |
| Październik 1969 | „Tonight I'll Be Staying Here with You” | Billboard. Hot 100 | 50      |